# Эон (геология)

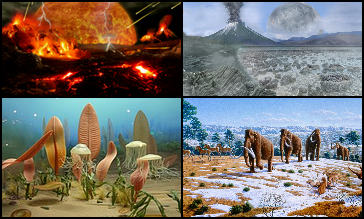
Четыре эона в истории Земли: Катархей, Архей, (сверху) Протерозой, Фанерозой (снизу)

Эон (др.-греч. αἰών — век, эпоха) в геологии — отрезок времени геологической истории Земли, длительный этап развития литосферы и биосферы Земли, в течение которого формировалась эонотема. Эон объединяет несколько геологических эр, в международной шкале геологического времени, принятой в 1991 году, это — наиболее крупное подразделение.
Термин предложен Дж. Дана в 1875 году.
Текущий эон — длящийся более 540 миллионов лет фанерозой.

## В международной шкале
В настоящее время в международной геохронологической шкале различают четыре эона, причем предыдущие три, Протерозой, Архей и Катархей (Гадей) группируются в т. н. супер-эон докембрий, являющийся неформальным делением шкалы. Ранее протерозой и архей рассматривались как эры, но ввиду большой продолжительности стало принято делить их на эры и рассматривать как надэру, или эон. С приданием статуса эона фанерозою, как совокупности трех последних эр, и выделению из архея катархея, сложилась современная система эонов.
| Эон        | Эон        | Время                                      |
| ---------- | ---------- | ------------------------------------------ |
| Фанерозой  | Фанерозой  | от 541 млн лет назад до настоящего времени |
| Протерозой | Протерозой | от 2.5 млрд до 541 млн лет назад           |
| Архей      | Архей      | от 4 до 2.5 млрд лет назад                 |
| Катархей   | Катархей   | от 4.6 до 4 млрд лет назад                 |

## В российской шкале
В современной российской шкале геологического времени протерозой и архей рассматриваются как подразделения более высокого уровня — акроны. Первый при этом подразделяется на раннеархейский (саамский, 800 млн лет) и позднеархейский (лопийский, 700 млн лет) эоны, второй — на раннепротерозойский (карельский, 850 млн лет) и позднепротерозойский (1109 млн лет) эоны.
| Акрон      | Эон                  | Эон                 | Время                                      |
| ---------- | -------------------- | ------------------- | ------------------------------------------ |
|            | Фанерозой            | Фанерозой           | от 535 млн лет назад до настоящего времени |
| Протерозой | Верхнепротерозойский |                     | от 1650 до 535 млн лет назад               |
| Протерозой | Верхнепротерозойский | Рифейский           | от 1650 до 600 млн лет назад               |
| Протерозой | Нижнепротерозойский  | Нижнепротерозойский | от 2500 до 1650 млн лет назад              |
| Архей      | Верхнеархейский      | Верхнеархейский     | от 3,2 до 2,5 млрд лет назад               |
| Архей      | Нижнеархейский       | Нижнеархейский      | от 4,54 до 3,2 млрд лет назад              |